# Citroën C3L
Pour les articles homonymes, voir Citroën C3.
La Citroën C3L est une citadine tricorps surélevée du constructeur automobile français Citroën produite et commercialisée par DPCA en Chine. La C3L est dérivée du crossover Citroën C3-XR et remplace la C-Élysée II.

## Historique
Le nom de code du projet en interne est M443.

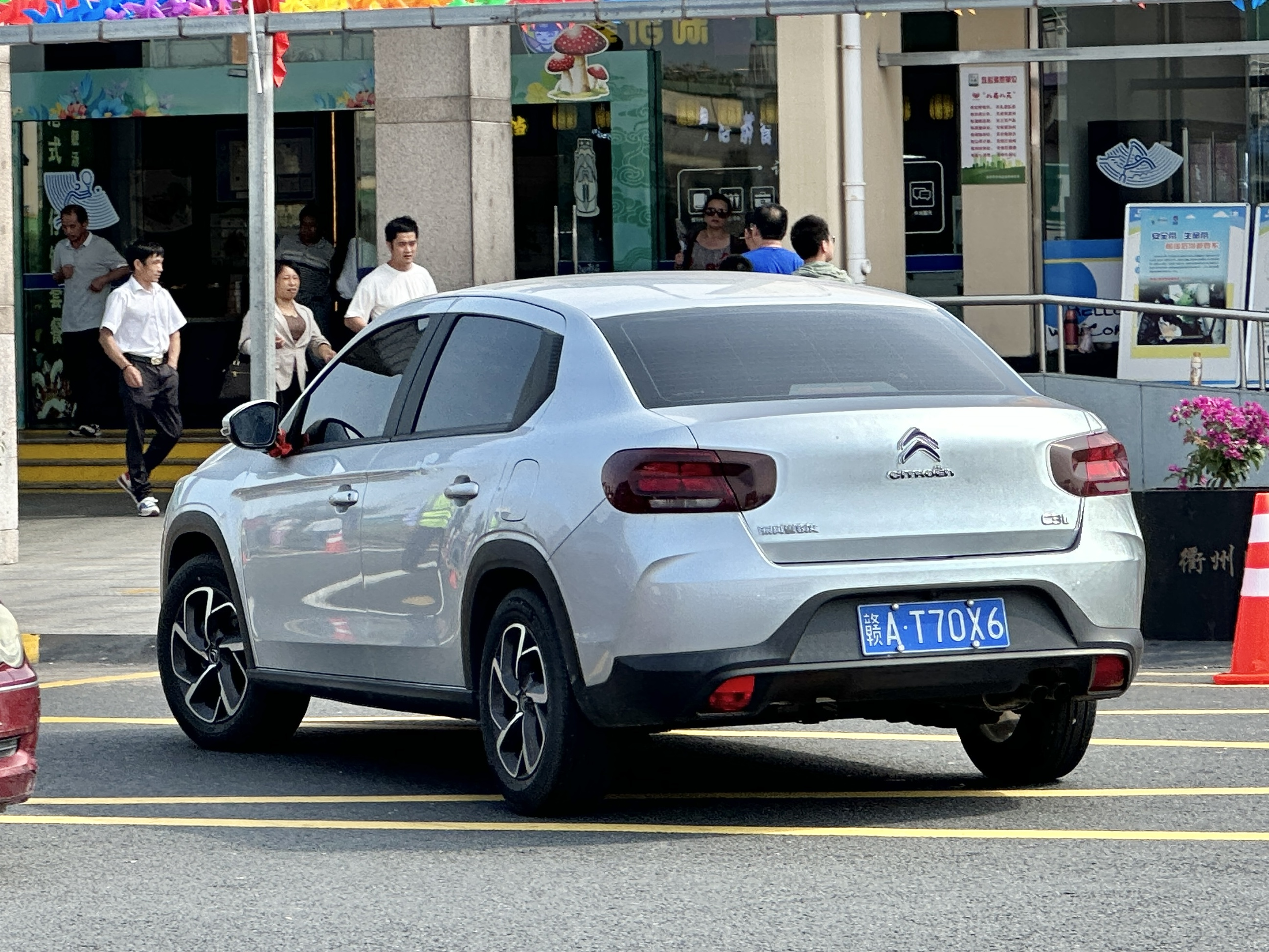
Citroën C3L

La C3L est présentée et lancée en 2020.
Sa carrière s'arrête prématurément en 2021 à la suite des très mauvaises ventes du modèle. Moins de 600 véhicules auront été fabriqués.